# Конгрес у Љубљани
Конгрес у Љубљани (Лајбаху) одржан је 1821. године. Један је од конгреса Свете алијансе. Састао се ради решавања револуције у Напуљу (1820—1821).

## Историја
Љубљана (нем. Лајбах) се у време одржавања конгреса налазила у саставу аустријске Војводине Крањске. Конгрес у Љубљани трећи је од четири конгреса Свете алијансе, други који се саставио ради решавања кризе у Напуљу. На конгресу у Тропау донет је Протокол по коме је оазкоњено мешање чланица Алијансе у унутрашња збивања других држава уколико револуционарни покрети прете да угрозе суседне државе. Одређено је да се у Љубљани одржи конгрес у присуству напуљског краља на коме би се одлучило о ставу који се треба заузети према Краљевини Двеју Сицилија. Краљ Фердинанд I Напуљски је од Парламента тражио одобрење да отпутује у Љубљану. Парламент му га је дао. Фердинанд је, додуше, припремио план за бекство у случају да не добије одобрење. При проласку кроз Фиренцу, краљ се споразумео са француским министром Блакаом. Подршку су му пружили и моденски војвода, краљ Сардиније и папа. Љубљански конгрес отворен је 26. јануара 1821. године. Одмах је донета одлука да Аустрија у име Алијансе изврши интервенцију против уставне напуљске владе. Аустријска армија под командом генерала Фримонта кренула је на Напуљ. Генерал Гиљермо Пепе у Абруцима и генерал Караскоза на Гариљану узалуд су покушали да је зауставе. Аустријанци 23. марта 1821. године улазе у Напуљ, укидају Устав и одлуке либералне владе. У складу са Протоколом из Тропауа, на конгресу у Љубљани решавано је и питање Грчке револуције. 